# Доротея Мария фон Саксония-Гота-Алтенбург
Вижте пояснителната страница за други личности с името Мария фон Саксония-Алтенбург.
Доротея Мария фон Саксония-Гота-Алтенбург (на немски: Dorothea Marie von Sachsen-Gotha-Altenburg; * 22 януари 1674, Гота; † 18 април 1713, Майнинген) от рода на Ернестински Ветини, е принцеса от Саксония-Гота-Алтенбург и чрез женитба херцогиня на Саксония-Майнинген (27 април 1706 – 18 април 1713).

## Живот
Дъщеря е на херцог Фридрих I фон Саксония-Гота-Алтенбург (1646 – 1691) и първата му съпруга Магдалена Сибила (1648 – 1681), дъщеря на херцог Август фон Саксония-Вайсенфелс и първата му съпруга Анна Мария фон Мекленбург-Шверин. Баща ѝ се жени втори път през 1681 г. за Кристина фон Баден-Дурлах (1645 – 1705).
Доротея Мария се омъжва на 19 септември 1704 г. в дворец Фриденщайн в Гота за братовчед си по-късният херцог Ернст Лудвиг I фон Саксония-Майнинген (1672 – 1724) от рода на Ернестински Ветини, с когото е сгодена от май същата година. Тя получава зестра замък Лаутербург при Рьодентал. За женитбата е изсечена монета. Бракът е щастлив. Тя също като него се интересува от музика и поезия. Двамата имат пет деца.
Доротея Мария умира на 18 април 1713 г. на 39 години и е погребана в дворцовата църква на дворец Елизабетенбург в Майнинген. В нейна памет отново е изсечена монета.

## Деца
- Йозеф Бернард фон Саксония-Майнинген (1706 – 1724), умира на 17 години в Рим
- Фридрих Август (4 ноември 1707 – 25 декември 1707)
- Ернст Лудвиг II (1709 – 1729), херцог на Саксония-Майнинген
- Луиза Доротея (1710 – 1767), омъжена 1729 за херцог Фридрих III фон Саксония-Гота-Алтенбург (1699 – 1772)
- Карл Фридрих (1712 – 1743), херцог на Саксония-Майнинген